# Andropogon anomalus
Andropogon anomalus är en gräsart som beskrevs av Ernst Gottlieb von Steudel. Andropogon anomalus ingår i släktet Andropogon och familjen gräs. Inga underarter finns listade i Catalogue of Life.